# Пеленкурья
Пеленкурья — река в России, протекает в округе Вуктыл Республики Коми. Устье реки находится в 272 км по правому берегу реки Щугор. Длина реки составляет 16 км.
Исток реки находится на Северном Урале на северных склонах горы Ярута (855,5 м НУМ). Исток лежит близ границы с Ханты-Мансийским автономным округом и на глобальном водоразделе Печоры и Оби, рядом берёт начало река Яныманья.
Течёт на север, почти параллельно Щугору, вскоре после истока пересекает автодорогу Ухта — Югорск. Всё течение проходит по ненаселённой холмистой тайге, характер течения — горный. Ширина реки на всём протяжении не превышает 10 метров. Впадает в Щугор чуть ниже устья Понъи.

## Данные водного реестра
По данным государственного водного реестра России относится к Двинско-Печорскому бассейновому округу, водохозяйственный участок реки — Печора от водомерного поста у посёлка Шердино до впадения реки Уса, речной подбассейн реки — бассейны притоков Печоры до впадения Усы. Речной бассейн реки — Печора.
По данным геоинформационной системы водохозяйственного районирования территории РФ, подготовленной Федеральным агентством водных ресурсов:
- Код водного объекта в государственном водном реестре — 03050100212103000062088
- Код по гидрологической изученности (ГИ) — 103006208
- Код бассейна — 03.05.01.002
- Номер тома по ГИ — 03
- Выпуск по ГИ — 0